# Sándor Bökönyi
Sándor Bökönyi est un préhistorien hongrois, né à Vállaj le 17 mars 1926 et mort à Budapest le 25 décembre 1994. Il s'est spécialisé dans la domestication des espèces animales au Néolithique, d'abord en Europe puis, à une échelle plus large, dans plusieurs régions de l'Ancien Monde.

## Biographie
Fils d'enseignants établis dans le petit village de Vállaj, proche de la frontière actuelle de la Hongrie et de la Roumanie, son enfance dans un environnement rural a déterminé sa passion pour les animaux. Il suit sa formation secondaire à l'école des Frères pieux de Debrecen, où il apprend l'anglais, l'allemand et le latin, langues qu'il maitrise parfaitement. Il obtient son baccalauréat en 1944 et s'inscrit à la faculté de médecine universitaire de l'Université des sciences agraires de Budapest.
En 1950, son diplôme en poche, il obtient le poste de conservateur, puis de conservateur en chef au département d'archéologie du Musée national hongrois, à Budapest. Il enseigne également à l'Université de Budapest à partir de 1951.
Son travail lui permet d'entrer en contact avec les meilleurs archéologues hongrois travaillant sur le bassin des Carpates, qui occupe une place importante dans la Préhistoire européenne. En 1956, il obtient son diplôme de « kandidatus » puis en 1969, son « grand doctorat » de l'Académie hongroise des sciences. Sa thèse est orientée sur l'histoire des mammifères domestiques en Europe, et une monographie en est tirée en 1974.
Il entre en 1973 à l'Institut Archéologique de l'Académie hongroise des sciences. Il est nommé directeur de cet Institut en 1979, en raison de sa grande compétence en archéologie. Il demeurera à ce poste jusqu'en 1993.
Il donne des séries annuelles de cours dans plusieurs universités étrangères, dont Los Angeles (1970 et 1992), Sarrebruck (1980) et Rome (1983).
Il décède accidentellement le jour de Noël 1994.

### Nominations
- Professeur honoraire de l'Université de Budapest en 1984.
- Membre du présidium et président du jury pour la promotion des titres scientifiques
- Membre de l'Union Internationale des Sciences Préhistoriques et Proto-historiques.
- Membre correspondant du Deutsches Archaologisches Institut
- Membre de l'Instituto Italiano per il medio e estremo Oriente

## Travaux
Ses recherches portent dans un premier temps sur la faune découverte dans les sites archéologiques importants de la protohistoire et de l'histoire ancienne de la Hongrie, notamment à Alsónémedi (Néolithique), Tószeg (Âge du bronze), Szentes-Vekerzug (domination scythe), Tác-Gorsium (domination romaine), Kiskörös-Városalatt (domination avare) et Buda (Moyen Âge).
À partir de 1958-59, il oriente ses recherches vers la question des débuts de la domestication animale, et collabore de plus en plus avec les chercheurs étrangers : il se rend ainsi au Proche-Orient et au sud-ouest de l'Europe, à Lepenski Vir, Vlasac, Anzabegovo, Achilleion, Vinča, Obre… Son champ de recherches s'étend ensuite en Afrique, en Asie et en Péninsule Arabique (projet de recherches à Oman), en Italie ainsi qu'en France (Diconche, Charente). En même temps, il est l'instigateur du grand projet de recherches interdisciplinaires à Gyomaendröd (Sud-Ouest de la Hongrie), qui mena à la publication par ses soins d'une première monographie en 1992.
Il effectue des recherches sur les domestications du mouton, de la chèvre, du porc et du chien. Il devient rapidement la référence des archéologues du Néolithique en ce domaine. Il a également effectué des études sur le cheval et son rôle domestique en Europe depuis le IVe millénaire av. J.-C..

## Publications
Sollicité par de nombreux comités de rédaction, Sándor Bökönyi est notamment l'auteur de la série « Archeolingua ».
Les articles sont en italique, les monographies en gras.
- Untersuchung des Haustierfunde aus dem Gräberfeld von Alsónemedi, Acta Arch. Hung. I, 1951
- Reconstruction des mors en bois et en os, Actes archéologiques Hongrois 3, 1952
- Eine Pleistozän-Eselart im Neolithikum des Ungarischen Tiefebene, Acta Arch. Hung IV, 1954.
- Die frühalluviale Wirbeltierfauna Ungarns, Actes archéologiques Hongrois 11, 1959
- A lengyeli kultura gerinces faunäja II, Jan. Pann. Muz. Évk., 1961
- Neolithische Tiere Polens und Ungarns in Ausgrabungen I. Das Hausrind, Budapest-Szcecin, 1961.
- Zur naturgeschichte des Ures in Ungarn und das Problem des Domestikation des Hausrindes, Actes archéologiques Hongrois 14,  1962
- A maroslele-panai neolithicus telep gerinces faunája. The vertebrate faune if the neilithic site of Maroslele-Pana, Arch. Ért. 91, 1964.
- Die Wirbeltierfauna der Siedlung von Salgótariján-Pécskö, Acta Arch. Hung XX, 1968
- Data on Iron Age horses of Central and Eastern Europe, Bulletin of American School of Prehistory. Research 25, Cambridge, Mass, 1968.
- Archeological Problems and methods of recognizing animal domestication in P.J Ucko  et G.W. Dimbledy éditeurs, The domestication and exploitation of plants and animals, Londres, 1969
- Fauna, Kićmenaci (prethodni izveštaj), in D. Srejović, Lepenski Vir, Belgrade, 1969.
- Angaben zum frühholozänen Vorkommen des Damhirsches, Cervus (Dama) dama (Linné, 1758) in Europa, Säugetierkundl Mitt. XIX, 3, 1971
- The development and history of domestic animals in Hungary, American Anthropology 73-3, 1971
- Stock breeding, in D.R. Theocharis, Neolithic Greece, Athènes, 1973
- History of Domestic Mammals in Central and Eastern Europe, Budapest, 1974, 597 p.
- The Przevalsky Horse, Londres, 1974, 140 p.
- The vertebrate fauna of Anza, in M.Gimbutas, Neolithic Macedonia, Monumenta arch. I, Los Angeles, 1976
- The development of early stock rearing in the Near East, Nature 264, 1976
- The vertebrate fauna (of the neolithic settlements at Obre, Bosnia, Yugoslavia) Wiss. Mitt. d. Bosnia-Herzegovina Landesmus. IVA 1974, Sarajevo, 1976.
- Animal remains from the Kermanshah Valley, Iran BAR, Suppl, se 34, Oxford, 1977
- Zur Urgeschichte des Haustiere und der Fauna des Archäologischen Urzeit in Ungarn, Zeitschr. f. Tierzüchtg. u. Züchtungbiologie 72, 1978.
- Vadakat terelö juhäsz Az Allattartas törtenete, Budapest, 1978.
- The earliest waves of domestic horses in East Europe, Journal of Indo-european Studies 6, 1978.
- The vertabrate fauna of Vlasac, in D. Srejović et Z. Letica, Vlasac II, Belgrade, 1978
- Vlasac und die Fragen des mesolitischen Domestikation, Mitt. d. Arch. Inst. d. Ungar. Akad. de. Wiss. 7, 1977, Budapest, 1978.
- Copper Age vertebrate fauna from Kétegyháza, in I. Ecsedy, The people of the Pit-grave kurgans in Eastern Hungary, Fontes Arch. Hung., Budapest, 1979
- La Domestication du cheval, La Recherche, 11-114, 1980
- The importance of horse domestication in economy and transport, dans P. Sörbom, éd. Transport, technology and social change, Stockholm, 1980
- Domestikation und Zähmung von Tieren, in M.Svilar(éd) Mensch und Tier. Kulturhistirische Vorlesungen, Université de Berne, 1985.
- The possibilities if a cooperation between archeology and zoology, Bull. di Paletnol. Ital. 83, NS I, 1982.
- The early neolithic fauna of Rendina, Origini XI, 1977-1983
- La Faune, in G.B. Arnal, La grotte de St-Pierre-de-la-Fage (Hérault) et le néolithique ancien du Languedoc, Lodève, 1983
- Animal bones from test excavations of early neolithic ditched villages on the Tavolière, South Italy, in S.M. Cassano et A.Manfredini, Studi sul neolitico des Tavolière delle Puglia. Indagine territoriale in un'area campoine, BAR, Internat. Ser. 160, Oxford, 1983
- Die Herkunft bzw. Herausbildung des Haustierfauna Südosteuropas und ihre Verbindungen mit Südwetsasien, in H. Schwabedissen (éd)
- Die Anfänge des Neolithikums vom Orient bis Nordeuropa IX. Der beginn des Haustierhaltung in der "Alten Welt", Cologne-Vienne, 1984
- Die neolithische Wirbeltierfauna von Battonya-Gödrösök, in G. Goldmann Battonya-Gödrösök, eine neolithische Siedlung in Südost-Ungarn, Békéscsaba, 1984
- Animal Husbandry and Hunting in Tác-Gorsium. The Vertebrate Fauna of a Roman Town in Pannonia, Stud Arch. VIII, Budapest, 1984.
- Problèmes archéozoologiques, in J. Lichardus et M. Lichardus-Itten, La Protohistoire de l'Europe. Le Néolithique et le Chalcolithique entre la Méditerranée et la mer Baltique, Nouvelle Clio Ibic, Paris, 1985
- A comparison of the early neolithic domestic and wild faunes of the Balkans, Italy and South France, Cahiers Ligures de Préhistoire et Protohistoire N.S.2, 1985
- Kupferzeitliche Hauspferde des Karpatenbeckens, in D. Srejovic et N. Tasic (éd), Hügelbestattungen in der Karpaten-Donau-Balkan-Zone während der äneolithischen Periode, Int. Symp. Donji Milanovac, 1985, Belgrade, 1987.
- Kömyetezi és kulturális hatások késöneolitikus Kárpáat-medencei és balkáni lelöhelyek csontanyagán. Értekezések emlékezések, Budapest, 1988.
- Kamid el-Loz 12. Tierhaltung und Jagd. Tierknochenfunde des Ausgrabungen 1964 bis 1981, Saarbr. Beitr. z. Altertumskde 42, Bonn, 1990
- The mesolithic-neolithic transitioni in South-Italy : The switchover from hunting to animal husbandry, in Mésolithique et néolithisation en France et dans les régions limitrophes, Actes du 113e Congrès National des Sociétés Savantes à Strasbourg, 1991.
- Pferdedomestikation, Hausttierhaltung und Emährung, Archaeolingua, Ser. Minor 3, Budapest, 1993.
- Das domestizierte Pferd in den asiatischen Steppen, in B. Hänsel et S. Zimmer (éd) Die Indogermanen und dans Pferd Archaeolingua 4, Budapest, 1994.